# キャプテンルーキー
キャプテンルーキーは、1985年に西陣が発売したデジパチ。

## 概要
- 1985年のデジパチ1300発規制に対応した「ルーキー」シリーズ2号機である。
- 当たりの判定が現在と異なり、左から3：2：1の比率でデジタルが回転し、停止信号（ストップボタンを含む）で一定のスベリの後、停止するもので奇数のゾロ目が大当たりであった。
- 大当たり出目「777」から右出目1周は、777 877 977 087 187 287 398 498 598 608 708 808 919 019 119 229 329 429 530 630 730 840 940 040 151 251 351 461 561 661 772 872 972 082 182 282 393 493 593 603 703 803 914 014 114 224 324 424 535 635 735 845 945 045 156 256 356 466 566 666 777と回転する。
- 上記出目は、すべてリーチ目である（回転の遅い中と右の同期を図れば、一発連荘も可能）。
- この「リーチ残り」は4回続く（4連荘まで可能）。
- リーチ目の覚え方は、左で目を基準にする上がり数で覚える方法もある。
- 00 02 03 05 11 14 19 20 22 25 27 28 31 34 36 39 40 43 45 48 51 54 56 63 65 67 68 71 74 76 79 80 82 83 87 88 91 94 96 99
- 「待ちのリーチ」は、ストップボタンを押さない。
- 「777」の待ちのリーチ目。984 981 931 870 820 720 663 563 519 456 428 409 355 305 295 242 198 141 088。それぞれの出目に大当たりし易い（拾い易い係数）があり、820は大当たり確率1/8程度と言われていた。逆に456 242はほぼ当たらない事から押し目として扱われる事が多かった。
- これらの考え方は、サンスカーレット他、係数方式を採用するすべてのデジパチに通用した（多少、ストップボタンのスベリが違う）。

大当たり出目
007  103  200  305  409  508  608  707  808  907
012  106  206  310  417  519  621  720  820  911
020  129  214  325  422  527  639  731  843  929
042  133  229  328  428  532  640  749  851  942
065  141  234  341  436  540  644  754  862  953
073  164  242  355  441  547  658  762  866  961
084  175  264  363  456  563  663  769  870  976
088  183  287  386  464  577  678  785  885  981
092  198  295  397  486  585  686  799  890  984

## スペック
- 平打ち時：1/200
- 出玉：1300発（10カウント10R）